# Condado de Ashe
O condado de Ashe (em inglês: Ashe County, North Carolina), fundado em 1799, é um dos 100 condados do estado estadounidense da Carolina do Norte. No ano 2000 tinha uma população de 24 384 habitantes com uma densidade populacional de 22 pessoas por km². A sede do condado é Jefferson. O condado foi fundado em 1799.

## Geografia
Segundo a Escritório do Censo, o condado tem uma área total de área de 1 105 km² dos quais 2 km² estão cobertos por água.

### Municípios
O condado divide-se em dezanove municípios: Município de Chestnut Hill, Município de Clifton, Município de Creston, Município de Elk, Município de Grassy Creek, Município de Helton, Município de Horse Creek, Município de Hurricane, Município de Jefferson, Município de Laurel, Município de North Fork, Município de Obids, Município de Old Fields, Município de Peak Creek, Município de Pine Swamp, Município de Piney Creek, Município de Pond Mountain, Município de Walnut Hill e Município de West Jefferson.

### Condados adjacentes
- Condado de Grayson norte
- Condado de Allegheny este
- Condado de Wilkes sudeste
- Condado de Watauga sudoeste
- Condado de Johnson oeste

### Área Nacional protegidas
- Blue Ridge Parkway (parte)
- Bosque Nacional Cherokee (parte)

## Demografia
No 2000 a renda per capita media do condado era de $28 824, e o rendimento média para uma família era de $36 052. O rendimento per capita para o condado era de $16 429. Em 2000 os homens tinham um rendimento per capita de $25 666 contra $19 983 para as mulheres. Ao redor de 13.50% da população estava baixo da linha de pobreza nacional.

## Lugares

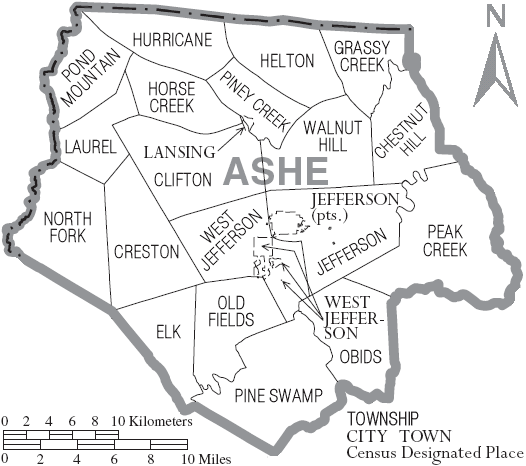
Mapa do Condado de Ashe na Carolina do Norte com os seus municípios

### Aldeias
- Jefferson
- Lansing
- West Jefferson